# 南花園 (千葉市)
南花園（みなみはなぞの）は、千葉市花見川区の地名。現行行政地名は南花園一丁目および花園二丁目、郵便番号は262-0022。

## 概要
千葉市の西部、花見川区南西部に位置しており、花園、花園町、稲毛町、検見川町と隣接する。
JR中央・総武線と京成電鉄京成千葉線に挟まれた、東西に長い地形になっている。

## 世帯数と人口
2022年（令和4年）11月15日現在の世帯数と人口は以下の通りである。
| 町丁         | 世帯数    | 人口    |
| ------------ | --------- | ------- |
| 南花園一丁目 | 1,034世帯 | 1,771人 |
| 南花園二丁目 | 505世帯   | 644人   |
| 合計         | 1,539世帯 | 2215人  |

## 小・中学校の学区
市立小・中学校に通う場合、学区は以下の通りとなる。
| 番地 | 小学校             | 中学校             |
| ---- | ------------------ | ------------------ |
| 全域 | 千葉市立花園小学校 | 千葉市立花園中学校 |

## 交通

### 一般道路
- 東大グラウンド通り

### 公共交通機関
- JR東日本
  -  中央・総武線「新検見川駅」
- バス
  - JR新検見川駅南口に、バスロータリー

## 施設
- 西友新検見川店